# Nanzhou
Nanzhou (chinois traditionnel : 南州鄉 ; pinyin : Nánzhōu Xiāng) est une commune du comté de Pingtung située sur l'île de Taïwan, en Asie de l'Est.

## Géographie

### Situation
Nanzhou est une commune rurale de l'ouest du comté de Pingtung, sur l'île de Taïwan. Elle s'étend sur 18,970 0 km2, au sud de la ville de Pingtung, capitale du comté.

### Démographie
Au 1er janvier 2017, la commune de Nanzhou comptait 10 808 habitants (570 hab./km2) dont 48,8 % de femmes.

### Topographie
La commune de Nanzhou s'étend dans le sud-ouest de la plaine de Pingtung. Le relief est plat ; l'endroit était une étendue de marais, avant que des habitations humaines n'y fleurissent.

## Histoire
Au début du XIXe siècle, des Chinois venus du continent colonisent le Sud de la côte ouest de l'île de Formose. Progressivement, ils pénètrent dans les terres, et construisent des villages comme Nanzhou. À fin du XIXe siècle, Nanzhou et les villages voisins se développent sous l'impulsion de l'occupant japonais. Lorsque ce dernier est chassé de l'île, au terme de la Seconde Guerre mondiale, il laisse derrière lui des infrastructures routières et ferroviaires, des digues renforcées pour prévenir les inondations fréquentes dans la région, des écoles, une économie locale en plein essor — une production de sucre, notamment —, mais aussi le souvenir douloureux d'une domination étrangère marquée par de nombreux actes de violence contre les civils.

## Économie
Nanzhou est essentiellement une commune de tradition agricole. L'industrie a commencé à se développer pendant l'occupation japonaise, à partir du début du XXe siècle. En particulier, jusqu'à sa fermeture en 2003, une usine sucrière a assuré la prospérité économique de la commune. Par la suite, Nanzhou s'est orientée vers l'agritourisme.